# Grupo Anteo
El Grupo Anteo (Sucre, 1950) fue un colectivo de artistas y escritores bolivianos de tendencia social, compuesto por la vanguardia cultural boliviana de su época.

## Historia
En 1948, un grupo de pintores y poetas chuquisaqueños visitaban a un joven pintor y grabador llamado Walter Solón Romero (Uyuni, Potosí, 1925 – Lima, Perú, 1999), hospitalizado en Sucre a raíz de un accidente de aviación, ocurrido cuando el artista adolescente retornaba a Bolivia después de una estancia en Santiago de Chile. Según Solón Romero, el Grupo Anteo nació oficialmente en 1950. Los socios fundadores fueron él, los hermanos pintores Jorge y Gil Imaná, y los poetas Eliodoro Ayllón Terán y Juan José Wayar.
En aquel tiempo, funcionaban en Sucre dos centros de arte que influyeron en el arte nacional: la Academia de Bellas Artes Zacarías Benavides y el Ateneo de Bellas Artes. Los hermanos Imaná, discípulos del pintor lituano Juan Rimsa, provenían del Ateneo de Bellas Artes; Solón Romero, de la Academia Benavides. El nombre del grupo fue sugerido por el propio Solón Romero, introductor del muralismo revolucionario en la pintura boliviana, después de estudiar en México la obra de Diego Rivera, José Clemente Orozco y David Alfaro Siqueiros. 
Según la mitología griega, Anteo era un gigante —hijo de Poseidón, dios del mar, y de Gea, diosa de la tierra— rebelado contra los dioses del Olimpo. Anteo reinaba en el norte de África, en el territorio que hoy conocemos como Libia. Peleó con Heracles (o Hércules) y fue vencido. Heracles lo asfixió al mantenerlo suspenso en el aire, impidiéndole tocar tierra, fuente de energía del gigante.  
El Grupo Anteo, por lo tanto, rechazaba el arte academicista, se nutría de la tierra y buscaba inspiración en lo telúrico y social.
Sin embargo, son pocos los nombres de mujeres que resuenan, así como es reducido el número de grupos artísticos con participación femenina. Uno de ellos es el grupo “Los ocho contemporáneos”, del que formaron parte María Esther Ballivián y María Luisa Pacheco. Por otra parte, es necesario destacar que sí existen varias artistas mujeres que se especializaron en el arte indigenista o telurista, o que desarrollaron una fase indigenista en algún punto de sus carreras, como Julia Meneses, Inés Córdova, Mafalda Córdova, María del Carmen Torres Pabón o María Cristina Endara

## Miembros

### Fundadores
- Walter Solón Romero, pintor
- Gil Imaná Garrón, pintor
- Jorge Imaná Garrón, pintor
- Eliodoro Ayllón Terán, poeta
- Juan José Wayar, poeta

### Al Grupo Anteo se unieron, en 1952
- Héctor Borda Leaño, poeta y político.
- César Chávez Taborga, pedagogo y ensayista.
- Luís “Chopico” Chopitea Maurice, fotógrafo.
- Humberto Díez de Medina, escritor.
- Lorgio Duchén, escritor.
- Félix Orihuela, escritor.
- Hugo Poppe Entrambasaguas, abogado y profesor de Historia.
- Lorgio Vaca Durán, pintor muralista.

MUJERES
- María Esther Ballivián Artista.
- María Luisa Pacheco, Artista.
- Julia Meneses Lalanne, Artista.
- Inés Córdova, Artista.
- María del Carmen Torres Pabón, Artista.
- María Cristina Endara, Artista.